# Adam I. de Beaumont

Wappen des Großkämmerers Adam de Beaumont.

Adam I. de Beaumont († 1191 vor Akkon) war ein Herr von Beaumont-du-Gâtinais (heute im Département Seine-et-Marne) und Großkämmerer von Frankreich. 
Er stand im Dienst des Königs Philipp II. August, dem er auf den dritten Kreuzzug folgte und dabei während der Belagerung von Akkon starb.
Seine Frau hieß Alix le Riche und seine Söhne waren:
- Adam II., Herr von Beaumont-en-Gâtinais
- Jean de Beaumont († 1255), Großkämmerer von Frankreich

## Einzelnachweis
1. ↑  Gesta Regis Henrici Secundis et Gesta Regis Ricardi Benedicti abbatis, hrsg. von William Stubbs in: Rolls Series 49 (1867), Vol. 2, S. 149

| Personendaten    | Personendaten                                              |
| ---------------- | ---------------------------------------------------------- |
| NAME             | Adam I. de Beaumont                                        |
| KURZBESCHREIBUNG | Herr von Beaumont-en-Gâtinais, Großkämmerer von Frankreich |
| GEBURTSDATUM     | 12. Jahrhundert                                            |
| STERBEDATUM      | 1191                                                       |
| STERBEORT        | Akkon                                                      |